# Elaine Breeden
Elaine Breeden (Lexington, 18 novembre 1988) è un'ex nuotatrice statunitense.

## Palmarès
- Olimpiadi

Pechino 2008: argento nella 4x100m misti.
- Mondiali in vasca corta

Shanghai 2006: argento nella 4x100m misti.
- Giochi panamericani

Guadalajara 2011: oro nella 4x100m misti e bronzo nei 100m farfalla.
- Universiadi

Bangkok 2007: argento nella 4x100m misti.